# Police nationale
Police nationale er Frankrigs politi. Det agerer som et statspoliti, som er underlagt indenrigsministeriet. Betjentene, der er ansat er ansat som statstjenestemænd, udøver deres tjeneste i byområder, der kaldes statszoner eller zones police nationale (ZPN).
Kaldenummeret til Police nationale er 17 (det samme som til Gendarmerie nationale).

## Grundlag
Den institutionaliserede offentlige magt er fastlagt gennem deklarationen om 
folkets ret af 26. august 1789, som er indskrevet i forfatningen i artikel 12: "For at garantere folkets ret er det nødvendigt at
opretholde en offentlig styrke, denne styrke skal derfor tjene alle og ikke kun dem, der har skabt den".
De franske politistyrker består af Gendarmerne (oprettet i 1791), Police nationale (oprettet i 1941 ved at 
sammenlægge tidens bypolitistyrker) og dagens bypolitistyrker.

## Mission
En definition af Police nationales mission kan aflæses af dets etiske regelsætder siger at: « Police nationale medvirker til i hele landet, at være en garant for folkets frihed og for at forsvare republikkens institutioner, at opretholde offentlig lov og orden og beskytte mennesker og ejendom"